# Christoph Graupner

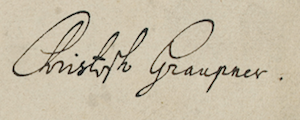
Podpis Christoph Graupner

Christoph Graupner (13. ledna 1683 – 10. května 1760) byl německý cembalista a skladatel vrcholně barokní hudby. Když v Lipsku roku 1723 obsazovali místo kantora, Graupner funkci v konkurzu získal, ale poté, co mu dosavadní zaměstnavatel zlepšil finanční podmínky, zase ji odmítl, a tím uvolnil místo pro Johanna Sebastiana Bacha.

## Život
Graupner, který se narodil v Hartmannsdorfu poblíž saského Kirchbergu, dostával první hudební lekce od svého strýce, varhaníka jménem Nicolaus Kuester. Pak na univerzitě v Lipsku studoval právo (stejně jako mnoho skladatelů té doby) a dokončil svá hudební studia u Johanna Kuhnaua, kantora u sv. Tomáše v Lipsku.
V roce 1705 Graupner opustil Lipsko a hrál na cembalo v orchestru hamburské opery pod vedením Reinharda Keizera po boku Georga Friderica Händela, tehdy mladého houslisty. Kromě hraní na cembalo složil Graupner v Hamburku šest oper, některé ve spolupráci s Keizerem, populárním skladatelem oper.

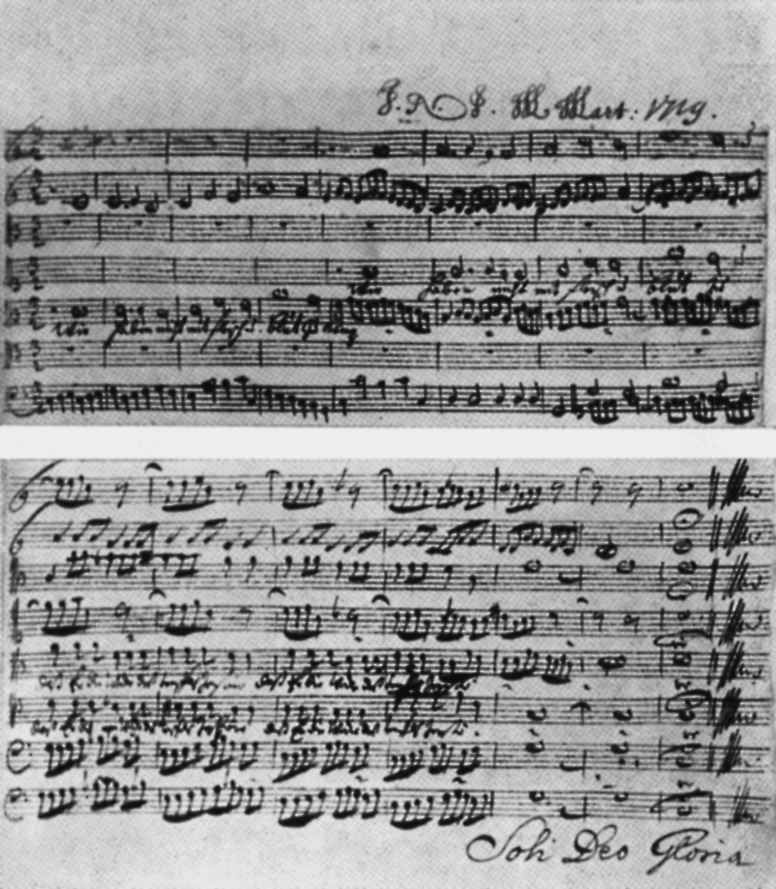
Autograf kantáty Wir haben nicht mit Fleisch und Blut zu kämpfen

V roce 1709 přijal Graupner post u dvora v Hesensku-Darmstadtsku, v roce 1711 se stal kapelníkem dvorního orchestru (Hofkapellmeister) a strávil tam zbytek své kariéry. K jeho práci patřilo komponování hudby což dělal téměř půl století, od roku 1709 do roku 1754, kdy oslepl. Zemřel v Darmstadtu o šest let později.
Graupner nechtěně sehrál klíčovou roli v dějinách hudby tím, že uvolnil Bachovi místo v Lipsku. Finanční krize dvora v Darmstadtu v 10. letech 17. století si vynutila redukci hudebního života. Opera byla uzavřena a platy mnoha dvorních hudebníků včetně Graupnera byly v prodlení. Po mnoha marných pokusech o vyplacení platu si Graupner, živící několik dětí a manželku, požádal v roce 1723 o místo kantora v Lipsku. Telemann byl vybrán jako první, ale žádost o místo stáhl poté, co mu v Hamburku zvýšili plat. Ve druhém konkurzu vyhrál Graupner na základě svého Magnificat, který zkomponoval ve stylu svého učitele, mentora a předchůdce Kuhnaua. Graupnerův patron lankrabě Arnošt Ludvík ho však nechtěl propustit. Nechal mu v plné výši vyplatit dlužnou mzdu a ještě mu zvýšil plat; a Graupner dostal slib, že u dvora zůstane, i kdyby byla rozpuštěna jeho kapela. S tak příznivými podmínkami zůstal Graupner v Darmstadtu, čímž uvolnil cestu pro Bacha, aby se stal kantorem v Lipsku.
Poté, co se dozvěděl, že místo získal Bach, napsal dne 4. května 1723 Graupner laskavě městské radě v Lipsku a ujistil ji, že Bach „je hudebníkem stejně schopným při hře na varhany, jako je znalcem církevní hudby a skladeb pro orchestry“ a že je mužem, který „bude čestně a řádně vykonávat funkce, jež mu byly svěřeny“.

## Dílo
Graupner byl pracovitý a plodný. V seznamu jeho prací je asi 2000 dochovaných děl, včetně 113 sinfonií, 85 předeher (suit), 44 koncertů, 8 oper, 1418 náboženských a 24 světských kantát, 66 sonát a 57 cembalových partit. Téměř všechny Graupnerovy rukopisy jsou uloženy v ULB (Knihovna technické univerzity) v Darmstadtu v Německu.
Graupner psal i pro exotické kombinace nástrojů, včetně hoboje, flétny d'amore a violy d'amore. Více než polovina jeho sinfonií vyžaduje žestě a tympány, přičemž asi 25 sinfonií vyžaduje 3 až 4 tympány, jedna (sinfonia G dur GWV 611) 5 tympánů a další, sinfonia F dur (GWV 566), je složena pro 6 tympánů.
Graupnerova po smrti upadl z mnoha důvodů do zapomenutí. Jeho rukopisy se staly předmětem dlouhé právní bitvy mezi jeho dědici a panovníky Hesenska-Darmstadtska, takže zůstaly veřejnosti nepřístupné. Kromě toho se zanedlouho dramaticky změnil hudební styl. Pozitivní je však to, že tím, že panovník zabavil Graupnerův hudební odkaz, zajistil jeho kompletní dochování. Například k hudebnímu odkazu J. S. Bacha osud tak laskavý nebyl. Dalším faktorem, který přispěl k Graupnerovu zapomenutí, bylo to, že měl kromě Johanna Friedricha Fasche jen velmi málo žáků, kteří by pokračovali v jeho hudebním odkazu.
Jak shrnul kritik David Vernier, Graupner je „jednou z nešťastných obětí osudu a okolností - současník Bacha, Händela, Telemanna atd., který zůstal z velké části - a nespravedlivě - opomíjen“. 
Počínaje počátkem 20. století začal Willibald Nagel výzkum Graupnerových sinfonií. Ve 20. letech 20. století publikoval Friedrich Noack svůj výzkum Graupnerových kantát. Baerenreiter publikoval v 50. letech několik sinfonií a jednu předehru. Na začátku 80. let editoval Myron Rosenblum čtyři sinfonie pro rozsáhlý projekt Barryho Brooka The Symphony, 1720-1840: A Complete Collection of Full Scores (New York: Garland, 1979–85), 60 vols. V roce 1988 vyšla studie Oswalda Billa o Graupnerovi s několika články od takových odborníků na Graupnera, jako je Peter Cahn (o sinfoniích), Joanna Cobbová Biermannová (hudebníci a platy v Darmstadtu), a zdrojovými dokumenty o dvorním životě v Darmstadtu. Pro graupnerovský výzkum byly velmi důležité tři disertační práce: studie H. Cutlera Falla o kantátách pašijového týdne, studie Reného Schmidta o vánočních kantátách a studie Vernona Wickera o sólových basových kantátách. Christoph Grosspietsch publikoval v roce 1994 rozsáhlou studii o Graupnerových předehrách.
Přes veškerý tento výzkum bylo pro širokou veřejnost k dispozici jen poměrně málo nahrávek. To se změnilo v roce 1998, kdy Hermann Max nahrál CD Graupnerových děl pro značku CPO. Montrealský cembalista Geneviève Soly narazil v roce 2000 na Graupnerův rukopis v Beineckově knihovně na Yaleově univerzitě a začal hrát a nahrávat Graupnerova díla. Graupner byl „vždy na špičce své doby a byl velmi inovativní ve své harmonii, notaci a používání nástrojů,“ jak poznamenal Soly. „Musíte vzít v úvahu jeho různé styly ve vztahu k té které době a myšlenkám, které měl v daném okamžiku zájem rozvíjet. Velikost jeho opusu v tomto ohledu přináší další potíže, protože jiný skladatel mohl psát stejně dlouho, ale pouze v jednom stylu.“
V dubnu 2005 vydalo nakladatelství Carus Music tematický katalog Graupnerovy instrumentální hudby (editory byli Oswald Bill a Christoph Grosspietsch). Existují plány na katalogizaci Graupnerovy vokální hudby. V roce 2010 vydal belgický dirigent a muzikolog Florian Heyerick online prohledávatelný digitální katalog instrumentálních a vokálních děl.